# Lomas de Río Medio Cuatro
Lomas de Río Medio Cuatro es una localidad del estado mexicano de Veracruz. Es parte del municipio de Veracruz. Fue fundada el 15 de agosto de 2009.

## Demografía
| Censo | Población |
| ----- | --------- |
| 2010  | 2 882     |
| 2020  | 20 849    |